# Heath and Reach
Heath and Reach – wieś w Anglii, w hrabstwie ceremonialnym Bedfordshire, w dystrykcie (unitary authority) Central Bedfordshire. Leży 26 km na południowy zachód od centrum miasta Bedford i 61 km na północny zachód od centrum Londynu. W 2009 miejscowość liczyła 1 390 mieszkańców.